# Asparagus altiscandens
Asparagus altiscandens är en sparrisväxtart som beskrevs av Adolf Engler och Ernest Friedrich Gilg. Asparagus altiscandens ingår i släktet sparrisar, och familjen sparrisväxter. Inga underarter finns listade i Catalogue of Life.